# Stanisław Łubnicki
Stanisław Łubnicki herbu Rola – kasztelan wieluński w latach 1581–1588.
Studiował na uniwersytecie w Lipsku w 1562 roku. 
Poseł ziemi wieluńskiej na sejm 1576/1577 roku i sejm 1582 roku. 